# Luc Verschueren
Luc Verschueren (Bonheiden, 23 juli 1954) is een voormalig Vlaams radiopresentator bij de openbare omroep Radio 2. 

## Levensloop
Verschueren studeerde voor handelsingenieur marketing. Hij werkte onder andere bij de tv-sportdienst van de BRT, voor het consumententijdschrift Wikken en Wegen en als sportverslaggever bij Omroep Brabant. Tussen 1985 en 1990 werd hij producer en presentator van Sportkaffee bij Omroep Limburg. Dirk Somers kwam enkele jaren daarna in die ploeg en zo werd er een bekend radioduo gevormd. Van 1990 tot 2004 presenteerden Somers en Verschueren elke zaterdagochtend het programma Ochtendkuren, met daarin ook sleutelposities voor weerman Frank Deboosere en Armand Schreurs. In 1995 en 1996 presenteren Verschueren en Somers in de zomermaanden het televisieprogramma Zomerkuren op TV1.
Vanaf 2004 presenteerde Verschueren elke zondag Buren bij Verschueren. Later werd dat A La Prima. Van 2012 tot en met mei 2019 presenteerde hij iedere zaterdagochtend Start Je Weekend op Radio 2, waarna hij zijn radiocarrière beëindigde.
Verschueren heeft tussen 1988 en 1995 samen met Jacques Vermeire een komische zaalshow gehad, waarmee het duo Vlaanderen rondtoerde. Verschueren fungeerde er als aangever. Sinds 7 september 2019 treedt Verschueren opnieuw op in de zaalshow van Vermeire nadat aangever Ruben Van Gucht er eind augustus 2019 voortijdig mee stopte.
Hij was daarnaast actief als producer, onder meer van Margriet Hermans.
Huidig (anno 2022):
Luc Appermont · Cara Cobbaert · Anja Daems · Sandra Deakin · Karolien Debecker · Kim Debrie · Peter De Groot · Lars De Groote · Guy De Pré · Chris Dusauchoit · Dirk Ghijs · Peter Hermans · Wouter Landuyt · Filip Ledaine · Daan Masset · Caren Meynen · Sven Pichal · Marc Pinte · Harald Scheerlinck · Siska Schoeters · Benjamien Schollaert · Showbizz Bart · Sharon Slegers · Jo Van Damme · Niels Vandeloo · Sonny Vanderheyden · Cathérine Vandoorne · Christel Van Dyck · Ruben Van Gucht · Iris Van Hoof · Vanessa Vanhove · Britt Van Marsenille · David Van Ooteghem · Peter Verhulst · Dirk Vlaeyen · Pascal Vranckx · Albrecht Wauters
Voormalig:
Luk Alloo · Johan Anthierens · Nand Baert · Erik Baeyens · Wim Bary · Jos Baudewijn · Flor Berckenbosch · Marcel Beerten · Wilfried Bertels · Marc Brillouet · Els Broeckmans · Fred Brouwers · Edwin Brys · Ro Burms · Walter Capiau · Annemie Coppieters · Harry Creemers · Karel Daerden · Christoff · Conny De Boos · Hein Decaluwé · Jessie De Caluwe · Jo met de Banjo · Gust De Coster · Martin De Jonghe · Paula De Meulder · Els De Vuyst · Frank Dingenen · Michel Follet · Jacky Geerts · Jos Ghysen · Margriet Hermans · Irene Houben · Michel Ilsen · Rita Jaenen · Chris Jonckers · Tante Kaat · Luk de Laat · Jo Leemans · Leki · Kathy Lindekens · Kris Luyten · Micha Marah · Betty Mellaerts · Kaat Mendonck · Freek Neirynck · Line Ooms · Sven Ornelis · Katrien Palmers · Gerard Pollet · Julien Put · Hugo Raspoet · Niko Reynaert · Luk Saffloer · Karel Segers · Lennart Segers · Lutgart Simoens · Rudi Sinia · Dirk Somers · Dré Steemans · Jan Theys · Gene Thomas · Wiet Van Broeckhoven · Marc Van den Hoof · Dieter Vandepitte · Karin Van den Berghe · Thomas Van der Spiegel · Kurt Van Eeghem · Wim Van Gansbeke · Els Van Herzeele · Ilse Van Hoecke · Bert Van Molle · Jan Van Rompaey · Paula Van Wilder · Louis Verbeeck · Karel Vereertbruggen · Herwig Verhovert · Luc Verschueren · Johan Verstreken · Tom Vossen · Eddy Wally · Niels William · Edwin Ysebaert · Zaki